# Westsajan
Der Westsajan (russisch За́падный Сая́н; auch Westlicher Sajan) ist ein Gebirgszug im Süden von Sibirien.
Der Westsajan wird gelegentlich mit dem nordöstlich gelegenen Ostsajan zum Sajangebirge zusammengefasst. Er erstreckt sich über eine Länge von ca. 650 km über den Süden der Region Krasnojarsk und den nördlichen Teil der Republik Tuwa. Die Breite variiert zwischen 80 und 200 km. Im Westen beginnt der Gebirgszug an der Quelle des Maly Abakan östlich des Telezker Sees. Er grenzt im Westen an den Schapschal-Kamm des östlichen Altai und an das Abakangebirge südlich des Kusnezker Alatau. Im Osten trifft der Westsajan auf den mittleren Abschnitt des Ostsajan. Im Übergangsbereich zum Ostsajan entspringen die Flüsse Kasyr, Uda und Kischi-Chem. Der Jenissei durchschneidet den Westsajan an dessen mittleren Abschnitt.

## Berge (Auswahl)
Im Folgenden ist eine Reihe von Gipfeln entlang dem Hauptkamm des Westsajan sortiert in West-Ost-Richtung aufgelistet: 
- Kyzyl Taiga (3121 m) (⊙), Region Krasnojarsk (Russland)